# Гриняцька стінка-1
Гриня́цька сті́нка-1 — ландшафтний заказник місцевого значення в Україні. Розташований у межах Хотинського району Чернівецької області, біля села Гринячка.
Площа 25,1 га. Статус надано згідно з рішенням 2-ї сесії обласної ради XXII скликання від 16.12.1994 року. Перебуває у віданні Хотинського держспецлісництва АПК (кв. 6, вид. 1-4).
Статус надано для збереження цінного природного комплексу на правобережній стінці Дністровського каньйону з лісонасадженнями, рідкісними видами флори, геологічними відшаруваннями, печерами.
Це об'єкт поверхневого карсту, що належить до Покутсько-Буковинської карстової області. Поруч з «Гриняцькою стінкою-1» розташований подібний природоохоронний об'єкт — «Гриняцька стінка-2». Вони відрізняються геологічними та геоморфологічними утвореннями. Тут виявлено понад 10 печер природного та 15 печер штучного походження. Штучні печери (підземні виробки) ймовірно видовбані в давнину, а тепер з них місцеве населення добуває і випалює будівельне вапно. Довжина деяких підземних лабіринтів сягає кількох сотень метрів. Аналіз профілю ходів та окремі лійки на поверхні тераси свідчать про їхнє первісно природне походження. Тут же протікає цікавий струмок, що бере початок з потужного карстового джерела, який на своєму шляху долає вапнякові породи, а далі проходить каскад порогів, від чого створює шум, який чути за сотні метрів (місцеві жителі називають його «Шумило») і впадає в річку Дністер. Шумило має загальну висоту каскадів 34 м і є чудовим місцем для відпочинку, але через його важкодоступність відпочивальників там практично немає. Неподалік на днищі потоку сформувалась водопоглинаюча лійка печери «Пресподня» (карстово-спелеологічна пам'ятка природи місцевого значення), ймовірно вхідної частини системи джерела, що дає початок водоспаду. Прогнозована довжина системи сягає декількох кілометрів, а тому перспективна для подальших розвідок.
Заказник «Гниняцька стінка-1» входить до складу Хотинського національного природного парку.